# 谭家河站
谭家河站是位于湖南澧县的一个铁路车站，邮政编码415505。车站建于1978年，有焦柳铁路经过该站，现仅办理货运业务，不办理客运业务。车站距离月山站826公里，隶属广铁集团，是五等站，本站及相邻上下行区间均为电气化区段。